# Departamento de Borgou
Borgou es uno de los doce departamentos de Benín. Borgou limita con Nigeria y con los departamentos de Alibori, Atakora, Collines y Donga. La capital de Borgou es Parakou y la superficie total del departamento es de 25.310 km². En el censo de 2013, el departamento tenía una población de 1 214 249 habitantes.

## Localización
Se ubica en el noreste del país y tiene los siguientes límites:
| Noroeste: Atakora | Norte: Alibori | Noreste: Alibori        |
| Oeste: Donga      |                | Este: Níger, Nigeria    |
| Suroeste: Donga   | Sur: Collines  | Sureste: Kwara, Nigeria |

## Subdivisiones
Se divide en ocho comunas:
- Bembéréké
- Kalalé
- N'Dali
- Nikki
- Parakou
- Pèrèrè
- Sinendé
- Tchaourou